# گلدان روبین
گلدان روبین (انگلیسی: Rubin vase) طرح یک گلدان است که حاشیه آن به صورت ۲ نیمرخ نمایان می‌شود. الگوی مادر این طرح توسط ادگار روبین ابداع شد و سپس تنوع یافت.
این الگو از جمله طرح‌هایی است که در مبحث شکل و زمینه مطالعه شده و شاید قدیمی‌ترین و معروف‌ترین نمونه عام
شناخته شده باشد.

## رقصنده چرخان

اگر پایی که بر روی زمین است پای چپ فرض شود، رقاص همراه با عقربه‌های ساعت می‌چرخد (دید از بالا)؛ و اگر پای راست فرض شود، چرخش برخلاف عقربه‌های ساعت به نظر خواهد آمد.

از زمانی که ادگار روبین در سال ۱۹۱۵م، گلدان روبین را معرفی کرد زمان زیادی گذشته و در این فاصله طرح‌های متنوع و پیچیده‌ای کشف یا ابتکار شده‌است. یکی از جدیدترین و جالبترین از میان آنها در سال ۲۰۰۳م، توسط یک طراح ژاپنی به جهان معرفی شد که رقاص چرخان نام دارد. تصویر متحرکی از نیمرخ تمام قد زنی که بر روی یک پا می‌چرخد. اما بعضی از ناظران چرخش رقاص را در جهت عقربه ساعت و دیگران برخلاف عقربه ساعت می‌بینند. جالبتر آنکه اکثر افراد اگر وقت کافی صرف تماشای این نقاشی متحرک کنند، شاهد تغییر جهت ناگهانی رقاص در ادراک خود خواهند بود.